# Makoto Hiejima
Makoto Hiejima (比江島慎?, Hiejima Makoto; Fukuoka, 11 agosto 1990) è un cestista giapponese.

## Caratteristiche tecniche
Ricopre la posizione di shooting guard forte nell'utilizzo del tiro da tre punti, tuttavia anche per merito delle sue alte capacità di penetrazione riesce a  segnare anche dalla distanza ravvicinata. Sia grazie al suo buon palleggio che al movimento delle gambe, è forte nel battere l'avversario col dribbling. Quando mette a segno la sua tripla in genere celebra il risultato indicando il numero 3 con il finger gun.

## Biografia
Cresciuto nella prefettura di Fukuoka ha iniziato a praticare la pallacanestro sotto l'influenza del fratello maggiore Akira, entrambi sono stati cresciuti dalla madre Junko, la quale era un'imprenditrice, alla morte della madre l'azienda è passata al figlio Akira, mentre Makoto ha continuato a fare carriera nel basket. Si è trasferito nella prefettura di Kyoto frequentando il liceo Rakunan giocando nella squadra di basket dell'istituto, vincendo per tre anni consecutivi la "Winter Cup", una volta diplomato si iscrive all'Aoyama Gakuin University e con la squadra dell'università vince per due anni di seguito il campionato universitario.
Nel 2013 passa al professionismo, muovendo i suoi primi passi con l'Aisin SeaHorses dove vi gioca per tre stagioni, per poi passare al SeaHorses Mikawa, viene anche nominato MVP nella stagione 2017-2018 del campionato. Si unisce poi alla squadra del Utsunomiya Brex con il quale vince il campionato B.League 2021-2022 e Hiejima si conferma come l'asso della squadra.
Viene convocato per giocare con la nazionale giapponese al Mondiale 2023, Hiejima è protagonista di una buona prestazione, segna 17 punti contro la Finlandia vincendo per 98-88, invece ottiene il titolo di Player of the Game nella vittoria in rimonta per 86-77 battendo il Venezuela segnando 23 punti.